# Murmures
Murmures  est une œuvre de l'artiste français Christian Boltanski. Il s'agit d'une installation sonore diffusant des messages amoureux lorsque quelqu'un s'installe à proximité. Elle est installée en 2006 dans le cadre de la création de la ligne 3 du tramway d'Île-de-France, actuelle ligne 3a,.

## Description
L'œuvre est une installation sonore. Elle est constituée de dix bornes sonores, cylindriques et peintes en vert. Chaque borne comprend un haut-parleur et un détecteur de présence, et chacune est destinée à être installée sous un banc. Lorsque le capteur détecte une présence sur le banc, le haut-parleur diffuse des voix ou des discours amoureux, dans dix langues différentes.
Au 8 avril 2014, l'œuvre semble à l'abandon et aucune des dix bornes ne fonctionne.

## Localisation
L'œuvre est installée au-dessus de dix bancs situés dans le parc Montsouris, dans le 14e arrondissement de Paris.

## Commande
L'œuvre fait partie des neuf œuvres d'art contemporain réalisées dans le cadre la commande publique sur le parcours du tramway des Maréchaux Sud, en 2006.

## Artiste
Christian Boltanski (né en 1944) est un artiste français.